# Ikarus 262
Az Ikarus 262 az Ikarus Karosszéria- és Járműgyár egy az 1970-es években kifejlesztett városi autóbusztípusa volt, mely csak prototípus szinten létezett.

## Története
Az 1970-es évek elején felmerült, hogy egy 12 méter hosszú szóló autóbuszt fejlesszen ki az Ikarus gyár. Az ötletek végül testet öltöttek, így az Ikarus 282-es prototípusával párhuzamosan elkészült annak szóló típusa, is az Ikarus 262. Ebből a modellből végül csak prototípus járművek készültek, melyeket a két gyártelepen tesztelésekre használtak. A sorozatgyártás elmaradásának fő oka az volt, hogy az adott korban még nem jelentkezett számottevő igény 12 méteres buszokra, így az ötletet végül elvetették. A fejlesztés  tapasztalatait ugyanakkor később széles körben felhasználták az Ikarus 263-as modellnél.
A busz felépítése lényegileg megegyezett az Ikarus 260-aséval, ám az első ajtó és az azt követő ablak közé a busz karosszériáját, plusz egy ablak behelyezésével, kb. egy méterrel megtoldották.